# 85

## Події
- Консули Риму: Тит Флавій Доміціан та Тіт Аврелій Фульв.
- Доміціан пизначив себе пожиттєво Цензором
- Децебал став царем Дакії.
- Даки нападали на римську провінцію Мезія

### Астрономічні явища
- 11 червня. Кільцеподібне сонячне затемнення.[1]
- 5 грудня. Гібридне сонячне затемнення.[1]

## Народились
- близько цього року Маркіон, християнський єпископ, критикований за єресь

## Померли
- Гай Валерій Фест — державний та військовий діяч Римської імперії.
- Гай Оппій Сабін — державний та військовий діяч Римської імперії.